# Финляндия на «Евровидении-2018»
Финляндия участвовала на «Евровидении-2018». 7 ноября 2017 года Саара Аалто выбрана внутренним отбором финским вещатетелем Yleisradio (Yle) в качестве представителя страны на конкурсе 2018 года в Лиссабоне, Португалия.

## Предыстория
Не считая конкурса 2018 года, Финляндия участвовала в Евровидении пятьдесят один раз с момента своего дебюта в 1961 году. Финляндия впервые победила на конкурсе в 2006 года. Победу ей принесла хард-рок-группа «Lordi» с песней «Hard Rock Hallelujah». В 2007 году Финляндия принимала конкурс, который проходил в Хельсинки. Финляндия занимала последнее место в финале девять раз и семь раз не выходили в финал. Самым худшим результатом для Финляндии был 2015 год, когда страну представляла панк-группа «Pertti Kurikan Nimipäivät» с песней Aina mun pitää, выступив в первом полуфинале, группа занимает последнее (16) место.
Финская телекомпания, которая транслирует Евровидение в Финляндии и организует процесс отбора для своего участия, будет Yleisradio (Yle). Yle подтвердил участие страны 28 января 2017 года после проведения национального отбора Uuden Musiikin Kilpailu 2017. Финские участники для Евровидения выбираются посредством проведения национального отбора, формат которого часто менялся. С 1991 по 2011 годы, отбор под названием «Euroviisukarsinta» подчёркивал, что его целью является выбор песни на Евровидение. Однако, начиная с 2012 года, телекомпания организует отбор Uuden Musiikin Kilpailu (UMK), который фокусируется на демонстрации новой музыки с выбором победной песни в финском отборе.

## Перед Евровидением
7 ноября телекомпания Yle объявила, что Саара Аалто представит страну на «Евровидении-2018». Певица была выбрана внутренним отбором. Выбор песни будет проходить через национальный отбор UMK 2018 и состоится 3 марта 2018 года.

### Uuden Musiikin Kilpailu 2018
Для Саары Аалто композиторы напишут три песни, которые она исполнит 3 марта на Эспоо Метро Арена. Песню, с которой Саара представит Финляндию будут выбирать зрители и жюри.

## На Евровидении
Конкурс песни «Евровидение-2018» будет проходить в Алтис-Арене в Лиссабоне, Португалия, и будет состоять из двух полуфиналов 8 и 10 мая и финала 12 мая 2018 года. Согласно правилам Евровидения, все страны за исключением страны-хозяйки (Португалия) и «Большой пятёрки» (Великобритания, Германия, Италия, Испания и Франция), должны участвовать в одном из двух полуфиналов, чтобы попасть в финал; лучшие десять стран из каждого полуфинала перейдут в финал.